# Carnet d'ordres
Le carnet d'ordres est un recueil des ordres du marché. Tous les ordres d'achat et de vente d'un titre y sont répertoriés et ordonnés.
Le carnet d'ordres est au cœur du fonctionnement des marchés financiers. Son existence est même primordiale dans le cas de marchés d'agence, c'est-à-dire de marchés dirigés par les ordres, puisque la liquidité provient de ce carnet d'ordres qui centralise l'intégralité des ordres et qu'il permet de fixer le prix des échanges qui satisferont la plus grande quantité d'échanges de titres.

## Réglementation européenne
En Europe, la gestion des ordres sur les MTF est contrainte par une directive européenne, notamment dans son article 14 relative au processus de négociation et dénouement des transactions sur les MTF.

« Outre les obligations prévues à l'article 13, les États membres exigent des entreprises d'investissement ou des opérateurs de marché exploitant un MTF qu'ils instaurent des règles et des procédures transparentes et non discrétionnaires afin de garantir un processus de négociation équitable et ordonné et qu'ils fixent des critères objectifs pour une exécution efficace des ordres. »

— article 14 relative au processus de négociation et dénouement des transactions sur les MTF
Dans certains cas, le fonctionnement d'un carnet d'ordre est régi par l'article 7 du règlement délégué (UE) 2017/575 du 8 juin 2016.